# Ditaxis pilosissima
Ditaxis pilosissima là một loài thực vật có hoa trong họ Đại kích. Loài này được (Benth.) A.Heller mô tả khoa học đầu tiên năm 1900.